# Femme Fatale (2002)
Femme Fatale is een Frans-Zwitserse thriller uit 2002 onder regie van Brian De Palma.

## Verhaal
Een knappe, vrouwelijke ex-gevangene wil op het rechte pad komen. Ze ontdekt echter al gauw dat haar verleden haar telkens weer in de problemen brengt. Intussen raakt een paparazzo geobsedeerd door haar.

## Rolverdeling
- Rebecca Romijn: Laure / Lily
- Antonio Banderas: Nicolas Bardo
- Peter Coyote: Watts
- Eriq Ebouaney: Black Tie
- Edouard Montoute: Racine
- Rie Rasmussen: Veronica
- Thierry Frémont: Serra
- Gregg Henry: Shiff
- Fiona Curzon: Stanfield Phillips
- Daniel Milgram: Pierre / Barman
- Jean-Marc Minéo: Wachter
- Jean Chatel: Commentator
- Stéphane Petit: Lijfwacht
- Olivier Follet: Lijfwacht
- Eva Darlan: Irma